# Christmas Under Fire
Christmas Under Fire (dt.: „Weihnachten unter Beschuss“) ist ein britischer dokumentarischer Kurzfilm aus dem Jahr 1941. 

## Handlung
Trotz deutscher Bombenangriffe wird 1940 in England das Weihnachtsfest gefeiert. Vor allem den Kindern soll es Trost spenden, während ihre Väter weit entfernt ihren Kriegsdienst leisten. Da vielerorts in niedrigen Bunkern und Kellern gefeiert wird, werden nur kleine Weihnachtsbäume gefällt. Ladenbesitzer geben nicht auf, auch wenn ihre Läden zerstört werden und ihre Kunden den Bomben zum Opfer fallen. In diesem Jahr wünschen sich die Kinder zu Weihnachten vor allem Modellflugzeuge der Royal Air Force. Wie ihre Väter und älteren Brüder ziehen kleine Jungen Uniformen an und spielen Soldat. 
In kleinen, vom Krieg bisher unversehrten Theatern werden anlässlich des Weihnachtsfests Aufführungen vorbereitet. Es wird jedoch darauf verzichtet, die Kirchenglocken zu läuten. Diese sollen nur läuten, um eine deutsche Invasion anzukündigen. Trotz der allgegenwärtigen Not empfindet die britische Bevölkerung kein Selbstmitleid. Während der Knabenchor des King’s College der University of Cambridge einen Choral singt, versammeln sich die Menschen, die kein Zuhause mehr haben, in U-Bahn-Stationen, um gemeinsam zu feiern und dort sicher die Nacht zu verbringen.

## Hintergrund
Für die britische Bevölkerung war Weihnachten 1940 das erste Weihnachten unter deutschen Bombenangriffen während des Zweiten Weltkriegs (siehe auch  The Blitz). Städte wie Coventry, Birmingham, Bristol, Manchester und Sheffield waren kurz zuvor Ziel deutscher Angriffe.
Christmas Under Fire wurde von der GPO Film Unit und der Crown Film Unit des Ministry of Information als Propagandafilm produziert und speziell an das US-amerikanische Publikum gerichtet, um Sympathien für Großbritannien als Verbündeten zu erwirken. Sämtliche Urheberrechte auf den Film sind inzwischen erloschen.

## Auszeichnungen
Bei der Oscarverleihung 1942 war Christmas Under Fire in der Kategorie Bester Dokumentar-Kurzfilm für den Oscar nominiert, konnte sich jedoch nicht gegen den kanadischen Dokumentarfilm Churchill’s Island durchsetzen.